# 久保田ひかり
久保田 ひかり（くぼた ひかり、3月23日 - ）は、日本の女性声優。東京都出身。アーツビジョン所属。

## 略歴・人物
日本ナレーション演技研究所出身。
趣味・特技は英会話。

## 出演
太字はメインキャラクター。

### テレビアニメ
2016年
- 少年メイド（空港のアナウンス）
- ブレイブウィッチーズ（女生徒）

2017年
- ベルセルク（トマ）
- 神撃のバハムート VIRGIN SOUL（市民女）
- パズドラクロス（女性）
- アトム ザ・ビギニング（観客B）
- ラブライブ!サンシャイン!!（女子生徒）
- 名探偵コナン（2017年 - 2021年、LINEの音声、電話の音声、レポーター、社員）

2018年
- ウマ娘 プリティーダービー（2018年 - 2021年、メジロドーベル） - 2シリーズ
- 多田くんは恋をしない（来賓者）
- バキ（ショウちゃんの彼女）

2019年
- パズドラ（2019年 - 2020年、王城ガールズC、女の子、ファンA）
- なむあみだ仏っ!-蓮台 UTENA-（店員、母親）
- ダンジョンに出会いを求めるのは間違っているだろうかII（アマゾ娼婦）
- あんさんぶるスターズ!（観客）
- 俺を好きなのはお前だけかよ（カリスマ群B子）

2020年
- ドラえもん（テレビ朝日版第2期）（エーアイアイ）
- とある科学の超電磁砲T（常盤台生徒）
- 文豪とアルケミスト 〜審判ノ歯車〜（音声）

2021年
- クレヨンしんちゃん（2021年 - 2025年、美人刑事、赤ちゃんB、お姉さん、うさえ、ハイエナ 他）

2022年
- パリピ孔明（女子高生）
- Extreme Hearts（RISE Pロボ2、番組ナレーション、藤島潤、女子アナウンサー）
- 東京ミュウミュウ にゅ〜♡（2022年 - 2023年、女性客、女の子） - 2シリーズ

2023年
- アイドリッシュセブン Third BEAT!（インタビュアー、アナウンサー）
- おかしな転生（マリー、マルクの妹、子供B）

2024年
- 天穂のサクナヒメ（ミルテ）

2025年
- ロックは淑女の嗜みでして（後藤田園子）
- 日々は過ぎれど飯うまし（スタッフ）

### 劇場アニメ
- クレヨンしんちゃん 新婚旅行ハリケーン 〜失われたひろし〜（2019年、仮面族）
- 映画 妖怪学園Y 猫はHEROになれるか（2019年）
- クレヨンしんちゃん 激突! ラクガキングダムとほぼ四人の勇者（2020年、園児）
- 劇場版 美少女戦士セーラームーンEternal（2021年、生徒）
- クレヨンしんちゃん 謎メキ!花の天カス学園（2021年、赤ちゃんドラゴンA）
- 化け猫あんずちゃん（2024年）
- 映画ドラえもん のび太の絵世界物語（2025年、店の女性）
- クレヨンしんちゃん 超華麗!灼熱のカスカベダンサーズ（2025年）

### Webアニメ
- ニンジャボックス（2020年、アワビ、女神）
- 一日にして成らず（2021年、服部光希[11]）

### ゲーム
2014年
- 海賊ファンタジア
- 戦場のウエディング
- 天空のクラフトフリート

2015年
- ミリ姫大戦 -MILITÄRISCHE MÄDCHEN-（ラングラード、シシュコ、オコーナー）

2016年
- 戦国姫譚MURAMASA-雅-（高山右近、平岩親吉）
- モン娘☆は〜れむ（ポポル）
- サウザンドメモリーズ（2016年 - 2018年、澄碧の水魔導士クロエ、赫雷の双耀騎ジュノ、純真の名物娘クロエ、赤祝の氷彩士クロエ）

2017年
- トリックスター 召喚士になりたい（ララ・イニス）
- エターナルリンゲージ（ジェシカ）

2018年
- 艦隊これくしょん -艦これ-（Intrepid）
- 放置少女〜百花繚乱の萌姫たち〜（文鴦、馬岱、豊臣秀吉〈初代〉）

2019年
- COLOR PIECEOUT（カラーピーソウト）（ソフィア・ダナム）

2020年
- クリミナルガールズX（ナイラ、キヨラ）
- 天穂のサクナヒメ（ミルテ）

2021年
- モンスターストライク（2021年 - 2022年、テイネモシリ、李信（李信α））
- ウマ娘 プリティーダービー（2021年 - 2024年、メジロドーベル）
- 異世界に飛ばされたらパパになったんだが（フェンリル）
- フェアリースフィア（紫陽花、金花茶）
- けものフレンズ3（オオウミガラス）

2022年
- Echocalypse -緋紅の神約-（セシャ、閃光）

2023年
- Engage Kill（リンリン）

2024年
- アカシッククロニクル～黎明の黙示録（蒼月アメリア）
- ウマ娘 プリティーダービー 熱血ハチャメチャ大感謝祭!（メジロドーベル）

### 吹き替え
- ガール・ミーツ・ワールド
- SCORPION/スコーピオン

### ナレーション
- マジカルミライ2016、2018特番
- マルシェ・ヌフ

### オーディオドラマ
- Extreme Hearts S×S×S（2022年、RISE Pロボ2、佐々木尚子）

### オーディオブック
- つめたいよるに（著:江國 香織）
- さよなら、私（著:小川 糸）
- 彼女。百合小説アンソロジー（著:相沢 沙呼, 青崎 有吾, 乾 くるみ, 織守 きょうや, 斜線堂 有紀, 武田 綾乃, 円居 挽）
- 古代ギリシャのリアル（著:藤村 シシン）
- ディア・ペイシェント 絆のカルテ

（著:南 杏子）
- 香りの力で潜在意識を浄化する

（著:齊藤 帆乃花）
- JobPicks 未来が描ける仕事図鑑

（著:JobPicks編集部）
- 母（著:宮本 百合子）
- 三人の百姓（著:秋田 雨雀）
- 妻に失恋した男（著:江戸川 乱歩）
- さるのこしかけ（宮沢 賢治）
- 機械はなぜ祈るのか（著:南雲 マサキ）
- 不思議な国の話（著:安生 犀星）
- おおかみと七ひきのこどもやぎ（著:グリム兄弟）

### 特撮
- 仮面ライダーアマゾンズ（2016年）

### その他コンテンツ
- 残酷なリリー 公式PV
- ★ルールがすぐわかる★ ONE PIECEカードゲーム 遊び方PV（女の子）

## ディスコグラフィ

### キャラクターソング
| 発売日  | 商品名                                                                                         | 歌 | 楽曲                               | 備考                                                                 |
| 2018年  | 2018年                                                                                         | 2018年 | 2018年                             | 2018年                                                               |
| ------- | ---------------------------------------------------------------------------------------------- | --- | ---------------------------------- | -------------------------------------------------------------------- |
| 7月25日 | ウマ娘 プリティーダービー ANIMATION DERBY 03 Special Record!/Find My Only Way                  | スペシャルウィーク（和氣あず未）、サイレンススズカ（高野麻里佳）、トウカイテイオー（Machico）、ウオッカ（大橋彩香）、ダイワスカーレット（木村千咲）、ゴールドシップ（上田瞳）、メジロマックイーン（大西沙織）、エルコンドルパサー（高橋未奈美）、グラスワンダー（前田玲奈）、セイウンスカイ（鬼頭明里）、キングヘイロー（佐伯伊織）、ハルウララ（首藤志奈）、シンボリルドルフ（田所あずさ）、タイキシャトル（大坪由佳）、エアグルーヴ（青木瑠璃子）、ヒシアマゾン（巽悠衣子）、フジキセキ（松井恵理子）、マルゼンスキー（Lynn）、テイエムオペラオー（徳井青空）、ビワハヤヒデ（近藤唯）、ナリタブライアン（相坂優歌）、オグリキャップ（高柳知葉）、スーパークリーク（優木かな）、タマモクロス（大空直美）、イナリワン（井上遥乃）、ウイニングチケット（渡部優衣）、メジロライアン（土師亜文）、メジロドーベル（久保田ひかり）、ナイスネイチャ（前田佳織里）、エイシンフラッシュ（藤野彩水）、マチカネフクキタル（新田ひより）、メイショウドトウ（和多田美咲）                                                                                     | 「うまぴょい伝説」                 | テレビアニメ『ウマ娘 プリティーダービー』エンディングテーマ          |
| 2021年  |                                                                                                | |                                    |                                                                      |
| 3月31日 | ウマ娘 プリティーダービー ANIMATION DERBY Season 2 vol.3 Original Sound Track                  | スペシャルウィーク（和氣あず未）、サイレンススズカ（高野麻里佳）、トウカイテイオー（Machico）、ウオッカ（大橋彩香）、ダイワスカーレット（木村千咲）、ゴールドシップ（上田瞳）、メジロマックイーン（大西沙織）、シンボリルドルフ（田所あずさ）、ナイスネイチャ（前田佳織里）、ツインターボ（花井美春）、イクノディクタス（田澤茉純）、マチカネタンホイザ（遠野ひかる）、メジロパーマー（のぐちゆり）、ダイタクヘリオス（山根綺）、ミホノブルボン（長谷川育美）、ライスシャワー（石見舞菜香）、ビワハヤヒデ（近藤唯）、ナリタタイシン（渡部恵子）、ウイニングチケット（渡部優衣）、キタサンブラック（矢野妃菜喜）、サトノダイヤモンド（立花日菜）、マルゼンスキー（Lynn）、マヤノトップガン（星谷美緒）、ヒシアケボノ（松嵜麗）、エアグルーヴ（青木瑠璃子）、マチカネフクキタル（新田ひより）、メイショウドトウ（和多田美咲）、セイウンスカイ（鬼頭明里）、グラスワンダー（前田玲奈）、エルコンドルパサー（髙橋ミナミ）、サクラバクシンオー（三澤紗千香）、メジロライアン（土師亜文）、メジロドーベル（久保田ひかり）、ナリタブライアン（衣川里佳） | 「うまぴょい伝説 (TV Size)」       | テレビアニメ『ウマ娘 プリティーダービー Season 2』エンディングテーマ |
| 9月22日 | ウマ娘 プリティーダービー WINNING LIVE 02                                                      | エアグルーヴ（青木瑠璃子）、カワカミプリンセス（高橋花林）、スイープトウショウ （杉浦しおり）、ニシノフラワー（河井晴菜）、メジロドーベル（久保田ひかり） | 「彩 Phantasia」                   | ゲーム『ウマ娘 プリティーダービー』関連曲                            |
| 9月22日 | ウマ娘 プリティーダービー WINNING LIVE 02                                                      | ダイワスカーレット（木村千咲）、グラスワンダー（前田玲奈）、テイエムオペラオー（徳井青空）、ナリタブライアン（衣川里佳）、シンボリルドルフ（田所あずさ）、エアグルーヴ（青木瑠璃子）、ビワハヤヒデ（近藤唯）、マヤノトップガン（星谷美緒）、ミホノブルボン（長谷川育美）、ウイニングチケット（渡部優衣）、カワカミプリンセス（高橋花林）、スイープトウショウ（杉浦しおり）、ナリタタイシン（渡部恵子）、ニシノフラワー（河井晴菜）、メジロドーベル（久保田ひかり） | 「うまぴょい伝説」                 | ゲーム『ウマ娘 プリティーダービー』関連曲                            |
| 2022年  |                                                                                                | |                                    |                                                                      |
| 2月9日  | ウマ娘 プリティーダービー WINNING LIVE 03                                                      | メジロドーベル（久保田ひかり） | 「Just a little bit」              | ゲーム『ウマ娘 プリティーダービー』関連曲                            |
| 2月9日  | ウマ娘 プリティーダービー WINNING LIVE 03                                                      | サイレンススズカ（高野麻里佳）、タイキシャトル（大坪由佳）、アグネスデジタル（鈴木みのり）、ミホノブルボン（長谷川育美）、ライスシャワー（石見舞菜香）、アグネスタキオン（上坂すみれ）、シンコウウインディ（高田憂希）、スマートファルコン（大和田仁美）、ハルウララ（首藤志奈）、マチカネフクキタル（新田ひより）、メジロドーベル（久保田ひかり）、キングヘイロー（佐伯伊織） | 「うまぴょい伝説」                 | ゲーム『ウマ娘 プリティーダービー』関連曲                            |
| 5月4日  | ウマ娘 プリティーダービー Solo Vocal Tracks Vol.3 -4th EVENT SPECIAL DREAMERS!!-               | メジロドーベル（久保田ひかり） | 「彩 Phantasia（Game Size）」      | ゲーム『ウマ娘 プリティーダービー』関連曲                            |
| 4月27日 | ウマ娘 プリティーダービー WINNING LIVE 05                                                      | スペシャルウィーク（和氣あず未）、サイレンススズカ（高野麻里佳）、トウカイテイオー（Machico）、オグリキャップ（高柳知葉）、ゴールドシップ（上田瞳）、メジロマックイーン（大西沙織）、テイエムオペラオー（徳井青空）、ナリタブライアン（衣川里佳）、シンボリルドルフ（田所あずさ）、タマモクロス（大空直美）、メジロライアン（土師亜文）、アドマイヤベガ（咲々木瞳）、サクラバクシンオー（三澤紗千香）、ミスターシービー（天海由梨奈）、メジロドーベル（久保田ひかり）、マチカネタンホイザ（遠野ひかる）、サトノダイヤモンド（立花日菜）、キタサンブラック（矢野妃菜喜）、サクラチヨノオー（野口瑠璃子）、メジロアルダン（会沢紗弥）、ヤエノムテキ（日原あゆみ）、ナリタトップロード（中村カンナ） | 「We are DREAMERS!!」              | ゲーム『ウマ娘 プリティーダービー』関連曲                            |
| 4月27日 | ウマ娘 プリティーダービー WINNING LIVE 05                                                      | スペシャルウィーク（和氣あず未）、サイレンススズカ（高野麻里佳）、トウカイテイオー（Machico）、オグリキャップ（高柳知葉）、ゴールドシップ（上田瞳）、メジロマックイーン（大西沙織）、テイエムオペラオー（徳井青空）、ナリタブライアン（衣川里佳）、シンボリルドルフ（田所あずさ）、アグネスデジタル（鈴木みのり）、タマモクロス（大空直美）、マヤノトップガン（星谷美緒）、メジロライアン（土師亜文）、アドマイヤベガ（咲々木瞳）、サクラバクシンオー（三澤紗千香）、スマートファルコン（大和田仁美）、ニシノフラワー（河井晴菜）、ハルウララ（首藤志奈）、マーベラスサンデー（三宅麻理恵）、ミスターシービー（天海由梨奈）、メジロドーベル（久保田ひかり）、ナイスネイチャ（前田佳織里）、マチカネタンホイザ（遠野ひかる）、ツインターボ（花井美春）、サトノダイヤモンド（立花日菜）、キタサンブラック（矢野妃菜喜）、サクラチヨノオー（野口瑠璃子）、メジロアルダン（会沢紗弥）、ヤエノムテキ（日原あゆみ）、ナリタトップロード（中村カンナ）                                                                                                   | 「うまぴょい伝説」                 | ゲーム『ウマ娘 プリティーダービー』関連曲                            |
| 8月17日 | ウマ娘 プリティーダービー WINNING LIVE 07                                                      | スペシャルウィーク（和氣あず未）、サイレンススズカ（高野麻里佳）、ゴールドシップ（上田瞳）、メジロマックイーン（大西沙織）、ナリタブライアン（衣川里佳）、マヤノトップガン（星谷美緒）、メジロライアン（土師亜文）、ライスシャワー（石見舞菜香）、ウイニングチケット（渡部優衣）、マーベラスサンデー（三宅麻理恵）、メジロドーベル（久保田ひかり）、メジロパーマー（のぐちゆり）、メジロアルダン（会沢紗弥）、メジロブライト（大西綺華）、サクラローレル（真野美月） | 「うまぴょい伝説」                 | ゲーム『ウマ娘 プリティーダービー』関連曲                            |
| 8月17日 | ウマ娘 プリティーダービー WINNING LIVE 07                                                      | メジロマックイーン（大西沙織）、メジロライアン（土師亜文）、メジロドーベル（久保田ひかり）、メジロパーマー（のぐちゆり）、メジロアルダン（会沢紗弥）、メジロブライト（大西綺華） | 「メジロ讃歌」                     | ゲーム『ウマ娘 プリティーダービー』関連曲                            |
| 10月4日 | ウマ娘 プリティーダービー Solo Vocal Tracks Vol.5 －4th EVENT SPECIAL DREAMERS!! EXTRA STAGE－ | メジロドーベル（久保田ひかり） | 「We are DREAMERS!!（Game Size）」 | ゲーム『ウマ娘 プリティーダービー』関連曲                            |

### シリーズ一覧
1. ↑  第1期（2018年）、第2期『Season 2』（2021年）
2. ↑  第1期（2022年）、第2期（2023年）